# Джеймс Тарковскі
Джеймс Алан Тарковскі (англ. James Alan Tarkowski, нар. 19 листопада 1992, Манчестер) — англійський футболіст польського походження, захисник клубу «Евертон». Зіграв два матчі у складі національної збірної Англії.

## Клубна кар'єра
Тарковскі народився в Манчестері і виріс в районі Нью-Мостон. Футболом займався у академії «Блекберн Роверз», яку покинув у 14 років. У травні 2009 року приєднався до команди «Олдем Атлетик», де став виступати за резервну команду.

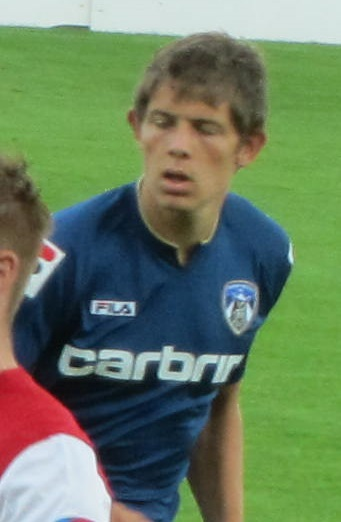
Джеймс Тарковскі під час виступів за «Олдем Атлетик». 2012 рік.

22 січня 2011 року Тарковскі дебютував за першу команду в грі Першої ліги Англії проти «Брентфорда» (2:1), вийшовши на заміну на 80 хвилині гри замість травмованого Ніла Тротмана. У травні 2011 року 18-річний захисник підписав з клубом перший в своїй кар'єрі професійний контракт на два роки. Всього в рідній команді Тарковскі провів три роки, взявши участь у 72 матчах чемпіонату.
31 січня 2014 року Тарковскі підписав контракт на три з половиною роки з клубом «Брентфорд» і допоміг команді за підсумками сезону 2013/14 посісти друге місце у Першій лізі та вийти до Чемпіоншипу. Там за клуб з Лондона Тарковскі провів півтора сезони своєї ігрової кар'єри. Більшість часу, проведеного у складі «Брентфорда», був основним гравцем захисту команди.
1 лютого 2016 року Джеймс Тарковскі перейшов у інший клуб Чемпіоншипу «Бернлі», підписавши з клубом контракт терміном на три з половиною роки. 20 лютого він дебютував за клуб, замінивши травмованого Майкла Кіна на 32-й хвилині матчу проти «Ротерем Юнайтед» (2:0). За підсумками сезону Тарковскі виграв з командою Чемпіоншип та вийшов до вищого англійського дивізіону.
27 серпня 2016 року Тарковскі дебютував в Прем'єр-лізі, вийшовши на заміну замість Діна Марні в матчі проти «Челсі» (0:3). Після того, як Майкл Кін покинув «Бернлі» влітку 2017 року, Тарковскі став основним центральним захисником клубу, сформувавши нову зв'язку з Беном Мі. Станом на 2 липня 2022 року відіграв за клуб з Бернлі 194 матчі в національному чемпіонаті.
Влітку 2022 року на правах вільного агента став футболістом «Евертона».

## Виступи за збірну
Дід Джеймса з боку батька був поляком, він покинув Польщу і переїхав до Англії після Другої світової війни, де одружився з жінкою ірландського походження. У зв'язку з цим Джеймс мав право виступати за збірну Польщі, втім заявив що вважає себе англійцем і хоче грати лише за цю збірну.
27 березня 2018 року дебютував в офіційних матчах у складі національної збірної Англії в товариській грі проти Італії (1:1) на Вемблі.
16 травня 2018 року Тарковскі був включений до розширеного списку Гарета Саутгейта на чемпіонат світу 2018 року, але у фінальну заявку не потрапив.
11 вересня 2018 року зіграв свій другий і останній матч за збірну, вийшовши в основі на товариську грі проти Швейцарії (1:0), а на 61 хвилині був замінений на Джона Стоунза.
| Дата      | Місто  | Господарі | Результат | Гості     | Турнір           | Голи | Примітки |
| --------- | ------ | --------- | --------- | --------- | ---------------- | ---- | -------- |
| 27-3-2018 | Лондон | Англія    | 1 – 1     | Італія    | товариський матч | -    |          |
| 11-9-2018 | Лестер | Англія    | 1 – 0     | Швейцарія | товариський матч | -    | 61'      |
| Усього    |        | Матчів    | 2         |           | Голів            | 0    |          |